# Campeonato Mundial de Natação em Piscina Curta de 2016 - 50 m livre feminino
A prova dos 50 metros nado livre feminino do Campeonato Mundial de Natação em Piscina Curta de 2016 foi disputado entre 10 e 11 de dezembro no Centro WFCU em Windsor, Canadá.

## Recordes
Antes desta competição, os recordes mundiais e do campeonato nesta prova eram os seguintes:
|                       | Nome                | Nacionalidade | Tempo | Local      | Data                |
| --------------------- | ------------------- | ------------- | ----- | ---------- | ------------------- |
| Recorde mundial       | Ranomi Kromowidjojo | Países Baixos | 23.24 | Eindhoven  | 7 de agosto de 2013 |
| Recorde do campeonato | Marleen Veldhuis    | Países Baixos | 23.25 | Manchester | 13 de abril de 2008 |

## Medalhistas
| Ouro                      | Prata                  | Bronze                |
| Ranomi Kromowidjojo (NED) | Silvia Di Pietro (ITA) | Madison Kennedy (USA) |

## Resultados

### Eliminatórias
As eliminatórias ocorreram dia 10 de dezembro com um total de 127 nadadoras.  
| Colocação | Bateria | Raia | Nome                      | Nacionalidade             | Tempo | Notas |
| --------- | ------- | ---- | ------------------------- | ------------------------- | ----- | ----- |
| 1         | 12      | 4    | Jeanette Ottesen          | Dinamarca                 | 24.03 | Q     |
| 2         | 11      | 3    | Michelle Williams         | Canadá                    | 24.04 | Q     |
| 3         | 12      | 3    | Erika Ferraioli           | Itália                    | 24.11 | Q     |
| 3         | 13      | 4    | Ranomi Kromowidjojo       | Países Baixos             | 24.11 | Q     |
| 5         | 11      | 5    | Silvia Di Pietro          | Itália                    | 24.21 | Q     |
| 6         | 12      | 5    | Zhu Menghui               | China                     | 24.30 | Q     |
| 7         | 13      | 5    | Etiene Medeiros           | Brasil                    | 24.31 | WD    |
| 8         | 11      | 8    | Brittany Elmslie          | Austrália                 | 24.33 | Q     |
| 9         | 11      | 6    | Anna Santamans            | França                    | 24.34 | Q     |
| 10        | 13      | 1    | Sandrine Mainville        | Canadá                    | 24.35 | Q     |
| 11        | 12      | 2    | Melanie Henique           | França                    | 24.42 | Q     |
| 12        | 13      | 2    | Madison Kennedy           | Estados Unidos            | 24.49 | Q     |
| 12        | 13      | 6    | Emily Seebohm             | Austrália                 | 24.49 | WD    |
| 12        | 13      | 8    | Rikako Ikee               | Japão                     | 24.49 | Q     |
| 15        | 13      | 3    | Rozaliya Nasretdinova     | Rússia                    | 24.56 | Q     |
| 16        | 12      | 8    | Susann Bjørnsen           | Noruega                   | 24.60 | Q     |
| 17        | 11      | 0    | Sayuki Ouchi              | Japão                     | 24.66 | Q     |
| 18        | 12      | 6    | Amanda Weir               | Estados Unidos            | 24.67 | Q     |
| 19        | 11      | 7    | Yuliya Khitraya           | Bielorrússia              | 24.69 |       |
| 20        | 12      | 1    | Larissa Oliveira          | Brasil                    | 24.71 |       |
| 21        | 11      | 2    | Kim Busch                 | Países Baixos             | 24.72 |       |
| 22        | 12      | 9    | Julie Kepp Jensen         | Dinamarca                 | 24.78 |       |
| 23        | 11      | 1    | Isabela Arcila Hurtado    | Colômbia                  | 24.84 |       |
| 24        | 13      | 0    | Hanna-Maria Seppala       | Finlândia                 | 24.97 |       |
| 25        | 13      | 7    | Birgit Koschischek        | Áustria                   | 25.06 |       |
| 26        | 12      | 0    | Nathalie Lindborg         | Suécia                    | 25.08 |       |
| 27        | 10      | 5    | Tayla Lovemore            | África do Sul             | 25.18 |       |
| 28        | 10      | 4    | Jenjira Sirsa-Ard         | Tailândia                 | 25.23 |       |
| 29        | 10      | 9    | Barbora Seemanova         | Chéquia                   | 25.27 |       |
| 30        | 9       | 3    | Karen Torrez              | Bolívia                   | 25.28 |       |
| 31        | 9       | 8    | Bryndis Hansen            | Islândia                  | 25.29 |       |
| 32        | 10      | 1    | Naomi Ruele               | Botswana                  | 25.42 |       |
| 33        | 10      | 6    | Xiang Qi Amanda Lim       | Singapura                 | 25.46 |       |
| 34        | 9       | 4    | Kertu Ly Alnek            | Estónia                   | 25.54 |       |
| 35        | 11      | 9    | Nina Rangelova            | Bulgária                  | 25.58 |       |
| 36        | 8       | 2    | Pei Wun Lin               | Taipé Chinesa             | 25.59 |       |
| 37        | 9       | 7    | Felicity Passon           | Seicheles                 | 25.64 |       |
| 38        | 10      | 7    | Marina Chan               | Singapura                 | 25.74 |       |
| 39        | 10      | 2    | Allyson Ponson            | Aruba                     | 25.77 |       |
| 40        | 9       | 6    | Bexx Heyliger             | Bermudas                  | 25.79 |       |
| 40        | 10      | 0    | Gabriela Nikitina         | Letônia                   | 25.79 |       |
| 42        | 9       | 1    | Amel Melih                | Argélia                   | 25.80 |       |
| 43        | 7       | 8    | Cheyenne Rova             | Fiji                      | 25.82 |       |
| 44        | 10      | 3    | Barbora Misendova         | Eslováquia                | 25.84 |       |
| 45        | 9       | 5    | Chade Nercisio            | Curaçau                   | 25.90 |       |
| 46        | 12      | 7    | Mariia Kameneva           | Rússia                    | 25.96 |       |
| 47        | 8       | 5    | Jasmine Alkhaldi          | Filipinas                 | 25.99 |       |
| 48        | 8       | 8    | Anastasia Bogdanovski     | Macedônia do Norte        | 26.08 |       |
| 49        | 9       | 9    | Lushavel Stickland        | Samoa                     | 26.10 |       |
| 50        | 8       | 4    | Maria Jose Ribera         | Bolívia                   | 26.13 |       |
| 51        | 10      | 8    | Jade Howard               | Zâmbia                    | 26.15 |       |
| 52        | 8       | 1    | Lauren Hew                | Ilhas Caimã               | 26.49 |       |
| 52        | 8       | 3    | Izzy Joachim              | São Vicente e Granadinas  | 26.49 |       |
| 54        | 8       | 0    | Karen Riveros             | Paraguai                  | 26.60 |       |
| 55        | 5       | 2    | Fatima Alkaramova         | Azerbaijão                | 26.61 |       |
| 55        | 8       | 7    | Kimiko Raheem             | Sri Lanka                 | 26.61 |       |
| 57        | 8       | 9    | Emily Muteti              | Quênia                    | 26.64 |       |
| 58        | 9       | 2    | Sylvia Brunlehner         | Quênia                    | 26.66 |       |
| 59        | 7       | 3    | Maria Jose Arrua          | Paraguai                  | 26.73 |       |
| 60        | 5       | 3    | Helena Moreno             | Costa Rica                | 26.79 |       |
| 60        | 8       | 6    | Alexus Laird              | Seicheles                 | 26.79 |       |
| 62        | 6       | 2    | Jeanne Boutbien           | Senegal                   | 26.85 |       |
| 63        | 7       | 5    | Chi Wai Long              | Macau                     | 26.86 |       |
| 64        | 1       | 2    | Tilka Paljk               | Zâmbia                    | 26.89 |       |
| 65        | 6       | 4    | Arianna Sanna             | República Dominicana      | 26.96 |       |
| 66        | 7       | 7    | Catharine Cooper Gomez    | Panamá                    | 27.02 |       |
| 67        | 6       | 3    | Maana Patel Patel         | Índia                     | 27.04 |       |
| 68        | 7       | 4    | Alison Jackson            | Ilhas Caimã               | 27.13 |       |
| 69        | 5       | 0    | Ana Nobrega               | Angola                    | 27.15 |       |
| 69        | 7       | 2    | Samantha Roberts          | Antígua e Barbuda         | 27.15 |       |
| 71        | 6       | 6    | Karen Vilorio             | Honduras                  | 27.27 |       |
| 72        | 6       | 9    | Monica Ramirez Abella     | Andorra                   | 27.39 |       |
| 73        | 6       | 7    | Mariel Mencia             | República Dominicana      | 27.49 |       |
| 74        | 5       | 1    | Gabriela Hernandez        | Nicarágua                 | 27.51 |       |
| 75        | 7       | 0    | Rahaf Baqleh              | Jordânia                  | 27.53 |       |
| 76        | 7       | 6    | Ani Poghosyan             | Armênia                   | 27.54 |       |
| 77        | 4       | 6    | Sonia Tumiotto            | Tanzânia                  | 27.57 |       |
| 77        | 5       | 5    | Lea Ricart Martinez       | Andorra                   | 27.57 |       |
| 79        | 7       | 9    | Jennifer Kizkallah        | Líbano                    | 27.60 |       |
| 80        | 5       | 6    | Colleen Furgueson         | Ilhas Marshall            | 27.65 |       |
| 81        | 7       | 1    | Dara Al-Bakry             | Jordânia                  | 27.68 |       |
| 82        | 6       | 5    | Weng Tong Choi            | Macau                     | 27.71 |       |
| 83        | 4       | 4    | Annie Hepler              | Ilhas Marshall            | 27.83 |       |
| 83        | 5       | 8    | Katie Victoria Kyle       | Santa Lúcia               | 27.83 |       |
| 85        | 6       | 1    | Estellah Fils Rabetsara   | Madagáscar                | 27.88 |       |
| 86        | 6       | 0    | Jamaris Washshah          | Ilhas Virgens Americanas  | 27.92 |       |
| 87        | 4       | 5    | Christina Linares         | Gibraltar                 | 27.95 |       |
| 87        | 5       | 7    | Jamila Sanmoogan          | Guiana                    | 27.95 |       |
| 89        | 4       | 2    | Mi Song Pak               | Coreia do Norte           | 28.03 |       |
| 90        | 5       | 4    | Annah Auckburaullee       | Ilhas Maurícias           | 28.15 |       |
| 91        | 4       | 7    | Tiareth Cijntje           | Curaçau                   | 28.18 |       |
| 92        | 4       | 1    | Yara Lima                 | Angola                    | 28.58 |       |
| 93        | 3       | 5    | Bisma Khan                | Paquistão                 | 28.71 |       |
| 94        | 5       | 9    | Sofia Shah                | Nepal                     | 28.94 |       |
| 95        | 3       | 4    | Melisa Zhdrella           | Kosovo                    | 29.04 |       |
| 95        | 4       | 3    | Tiana Rabarijaona         | Madagáscar                | 29.04 |       |
| 97        | 4       | 0    | Flaka Pruthi              | Kosovo                    | 29.25 |       |
| 98        | 4       | 8    | Gabby Gittens             | Antígua e Barbuda         | 29.29 |       |
| 99        | 3       | 8    | Charissa Panuve           | Tonga                     | 29.33 |       |
| 100       | 3       | 7    | Shanice Paraka            | Papua-Nova Guiné          | 29.34 |       |
| 101       | 4       | 9    | Alesia Neziri             | Albânia                   | 29.35 |       |
| 102       | 2       | 5    | Osisang Dibech Chilton    | Palau                     | 29.61 |       |
| 103       | 3       | 3    | Ammara Pinto              | Malawi                    | 29.74 |       |
| 104       | 3       | 0    | Aminath Shajan            | Maldivas                  | 29.81 |       |
| 105       | 3       | 1    | Angel de Jesus            | Marianas Setentrionais    | 29.89 |       |
| 106       | 3       | 6    | Vitny Hemthon             | Camboja                   | 30.14 |       |
| 107       | 2       | 4    | Shreetika Singh           | Nepal                     | 30.64 |       |
| 108       | 2       | 8    | Robyn Young               | Essuatíni                 | 31.14 |       |
| 108       | 3       | 9    | Tayamika Chang'anamuno    | Malawi                    | 31.14 |       |
| 110       | 2       | 6    | Sompathana Chamberlain    | Laos                      | 32.43 |       |
| 111       | 2       | 9    | Calina Panuve             | Tonga                     | 32.78 |       |
| 112       | 2       | 0    | Roukaya Moussa Mahamane   | Níger                     | 36.80 |       |
| 113       | 1       | 4    | Chloe Sauvourel           | República Centro-Africana | 37.23 |       |
| -         | 1       | 1    | Laila Werburi Zangwio     | Gana                      |       | DNS   |
| -         | 1       | 3    | Salle Alatrash            | Palestina                 |       | DNS   |
| -         | 1       | 5    | Bunturabie Jalloh         | Serra Leoa                |       | DNS   |
| -         | 1       | 6    | Brhane Demeke Amare       | Etiópia                   |       | DNS   |
| -         | 1       | 7    | Fatoumata Samassekou      | Mali                      |       | DNS   |
| -         | 2       | 1    | Elsie Uwamahoro           | Burundi                   |       | DNS   |
| -         | 2       | 2    | Mohamed Nazlati           | Comores                   |       | DNS   |
| -         | 2       | 3    | Rahel Fseha Gebresilassie | Etiópia                   |       | DNS   |
| -         | 2       | 7    | Rebecca Kpossi            | Togo                      |       | DNS   |
| -         | 3       | 2    | Angelika Ouedgraogo       | Burquina Fasso            |       | DNS   |
| -         | 6       | 8    | Britheny Joassaint        | Haiti                     |       | DNS   |
| -         | 9       | 0    | Bayan Jumah               | Síria                     |       | DNS   |
| -         | 11      | 4    | Aliaksandra Herasimenia   | Bielorrússia              |       | DNS   |
| -         | 13      | 9    | Liu Xiang                 | China                     |       | DNS   |

### Semifinal
A semifinal  ocorreu dia 10 de dezembro. 

#### Semifinal 1
| Colocação | Raia | Nome                | Nacionalidade  | Tempo | Notas |
| --------- | ---- | ------------------- | -------------- | ----- | ----- |
| 1         | 5    | Ranomi Kromowidjojo | Países Baixos  | 23.67 | Q     |
| 2         | 6    | Anna Santamans      | França         | 24.14 | Q     |
| 3         | 8    | Amanda Weir         | Estados Unidos | 24.18 | Q     |
| 4         | 4    | Michelle Williams   | Canadá         | 24.24 |       |
| 5         | 3    | Zhu Menghui         | China          | 24.25 |       |
| 6         | 7    | Rikako Ikee         | Japão          | 24.42 |       |
| 7         | 2    | Melanie Henique     | França         | 24.46 |       |
| 8         | 1    | Susann Bjørnsen     | Noruega        | 24.61 |       |

#### Semifinal 2
| Colocação | Raia | Nome                  | Nacionalidade  | Tempo | Notas |
| --------- | ---- | --------------------- | -------------- | ----- | ----- |
| 1         | 4    | Jeanette Ottesen      | Dinamarca      | 23.99 | Q     |
| 2         | 3    | Silvia Di Pietro      | Itália         | 24.04 | Q     |
| 3         | 6    | Brittany Elmslie      | Austrália      | 24.17 | Q     |
| 4         | 5    | Erika Ferraioli       | Itália         | 24.18 | Q     |
| 4         | 7    | Madison Kennedy       | Estados Unidos | 24.18 | Q     |
| 6         | 1    | Rozaliya Nasretdinova | Rússia         | 24.23 |       |
| 7         | 2    | Sandrine Mainville    | Canadá         | 24.27 |       |
| 8         | 8    | Sayuki Ouchi          | Japão          | 24.58 |       |

### Final
A final teve sua disputa realizada em 11 de dezembro. 
| Colocação         | Raia | Nome                | Nacionalidade  | Tempo | Notas |
| ----------------- | ---- | ------------------- | -------------- | ----- | ----- |
| Medalha de ouro   | 4    | Ranomi Kromowidjojo | Países Baixos  | 23.60 |       |
| Medalha de prata  | 3    | Silvia Di Pietro    | Itália         | 23.90 |       |
| Medalha de bronze | 8    | Madison Kennedy     | Estados Unidos | 23.93 |       |
| 4                 | 5    | Jeanette Ottesen    | Dinamarca      | 24.00 |       |
| 5                 | 1    | Erika Ferraioli     | Itália         | 24.04 |       |
| 5                 | 6    | Anna Santamans      | França         | 24.04 |       |
| 7                 | 2    | Brittany Elmslie    | Austrália      | 24.05 |       |
| 8                 | 7    | Amanda Weir         | Estados Unidos | 24.48 |       |

Legenda
| Recorde mundial       | Recorde mundial (World record)               |                       | Recorde africano                      | Recorde africano (African) |                                           | Q | Classificado por posição (Qualified) |
| Recorde do campeonato | Recorde do campeonato (Championship record)  | Recorde da América    | Recorde da América (Americas)         | q                          | Classificado por melhor tempo (Qualified) |   |                                      |
| Melhor marca do ano   | Melhor marca do ano (World leading)          | Recorde asiático      | Recorde asiático (Asian)              | DNS                        | Não largou (Did not start)                |   |                                      |
| Recorde nacional      | Recorde nacional (National record)           | Recorde europeu       | Recorde europeu (European)            | DNF                        | Não terminou (Did not finish)             |   |                                      |
| Recorde pessoal       | Recorde pessoal do atleta (Personal best)    | Recorde da Oceania    | Recorde da Oceania (Oceania)          | DSQ / DQ                   | Desclassificado (Disqualified)            |   |                                      |
| Recorde da temporada  | Recorde da temporada do atleta (Season best) | Recorde sul-americano | Recorde sul-americano (South America) | NM                         | Sem marca (No mark)                       |   |                                      |